# Jędrusiakowski Potok
Jędrusiakowski Potok – potok, lewy dopływ Łapszanki. Jego zlewnia znajduje się na północnych stokach Magury Spiskiej w obrębie wsi Łapsze Wyżne w województwie małopolskim, w powiecie nowotarskim, w gminie Łapsze Niżne.
Potok wypływa na wysokości około 880 m na północnych stokach Piłatówki. Spływa początkowo w kierunku północno-wschodnim, niżej skręcając na północny wschód. Przepływa pod drogą z Łapsza Wyżnego do Trybsza i zaraz za drogą na wysokości 750 m uchodzi do Łapszanki jako jej lewy dopływ. Ma jeden, niewielki, orograficznie lewy dopływ. Jędrusiakowski Potok płynie częściowo przez las, częściowo przez łąki.